# 沙漠蝗蟲
沙漠蝗蟲（学名：Schistocerca gregaria）是蝗蟲科一種棲息在沙漠，活動有週期性的短角蝗蟲。它們主要分佈在非洲、整個西亞，並延伸到南亞的部分地區。在族群激增的年份，它們可能會擴展到西班牙西部的部分地區。沙漠蝗蟲的身體形態呈現出週期性變化，並且可以隨著環境條件的變化代代相傳，從獨居、短翅、高繁殖力、不遷徙的形式轉變為群居、長翅和遷徙的階段，也可能會長途跋涉進入未有紀錄區域。在某些年份，它們可能因此形成蝗災，入侵本種蝗蟲影響範圍的區域，在那裡它們可能會吞噬包括農作物在內的所有植被，而在其他時候，它們會以小規模族群在繁衍，此組群容易被忽視且難以發現。沙漠蝗災已經威脅了非洲、中東和亞洲的農業數世紀。全世界至少有十分之一人口的生計都會受到這種饑食昆蟲影響。
沙漠蝗蟲可能是沙漠蝗屬（Schistocerca）中最危險，亦是蝗科能引起全球範圍之重大蝗災的物種之一，因為這種蝗蟲的蝗蟲群能夠迅速飛到遙遠距離。每年至少會生兩到五代蝗蟲。雖然僅憑沙漠蝗蟲不會造成飢荒，但它可能是重要的促成因素。一個典型的蝗群可以由每平方公里 1.5 億隻蝗蟲組成，它們會朝著盛行風的方向飛行，一天飛行最多150公里。即使是僅是一個很小的 1 平方公里的蝗蟲群，一天也可以吃掉大約 35,000 人份的食物。本種族群會持續一至兩年，當天氣有利於本種繁殖增長進而使本種棲息地增加，進而導致蝗災引起重大農業損失災情。

## 生命週期

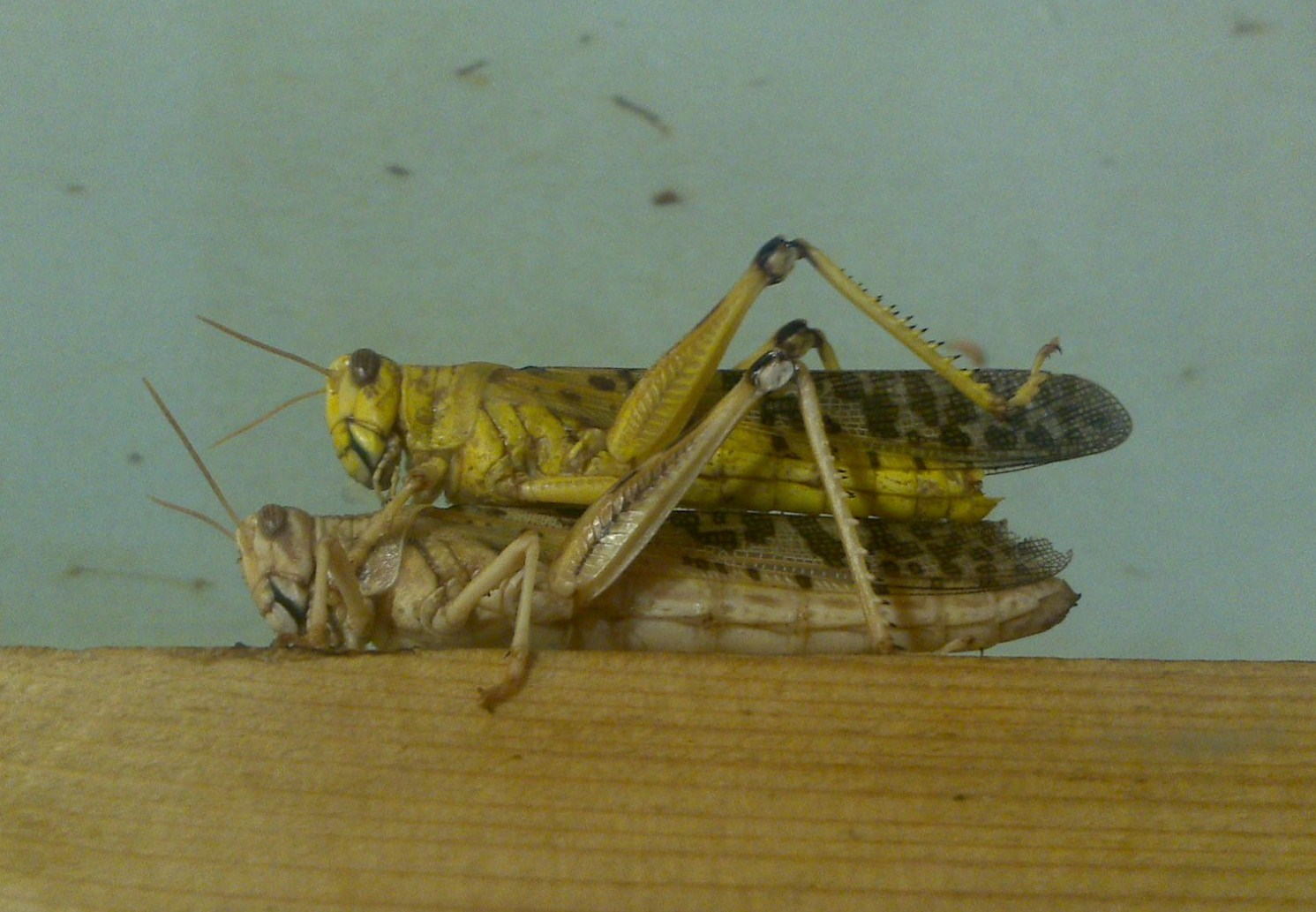
沙漠蝗蟲準備交配，倫敦動物園

沙漠蝗蟲的生命週期分為三個階段：卵、若蟲和有翅成蟲。當一隻成熟的雄性會跳到一隻成熟的雌性的背部並用雙腿抓住她的身體進行交配。精子從公蝗蟲的腹部尖端移到母蝗蟲的腹部存儲。這個過程需要幾個小時，一次授精足以使大量的卵受精。
然後雌性會尋找合適的軟土來產卵。卵孵化時需要合適的溫度和濕度，並且要接近於其他在正在產卵雌性。這時雌性蝗蟲會用腹部探查土壤挖洞，其中可容納多達一百個顆卵的卵莢，然後尋找合適的軟土來產卵。蛋莢長3-4公分長，下端大約在10公分下的地面。卵被泡沫包圍，並硬化成膜並堵塞了蛋莢上方的孔。卵吸收周圍土壤中的水分。卵孵化前的潛伏期可能是兩週或更長時間，取決於環境和溫度。

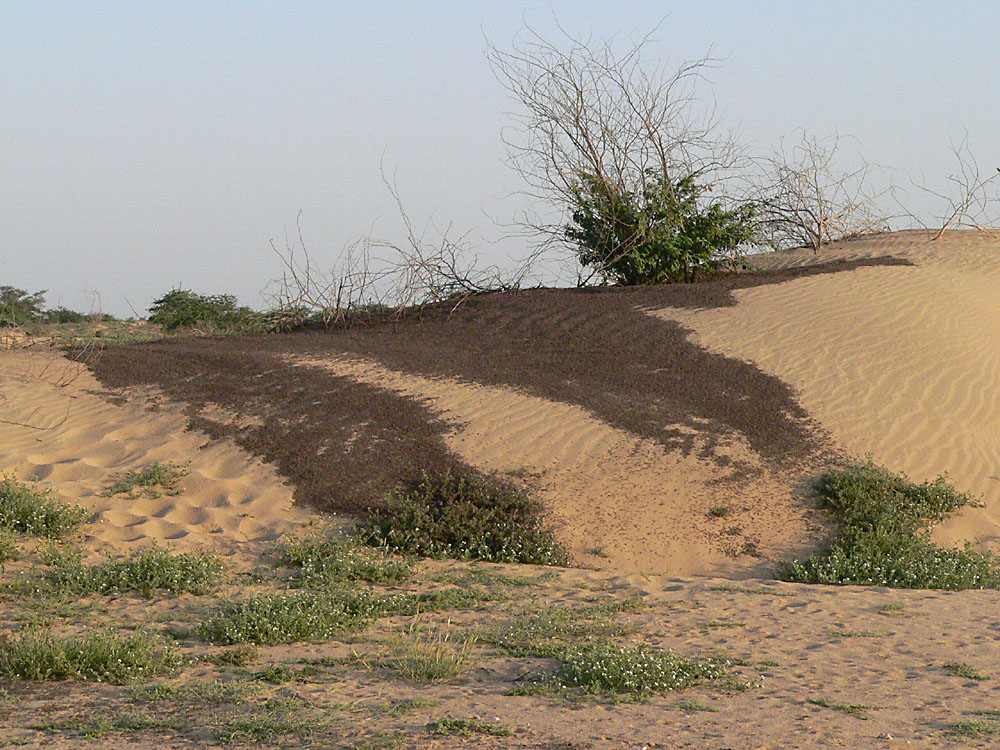
發生在蘇丹的密集蝗蟲若蟲帶

剛孵化的若蟲馬上就會開始覓食，並且如果是聚集型的個體的話，就會被其他若蟲所吸引，並且它們會聚成一大群蟲群。隨著若蟲的生長，需要蛻變（脫落其外骨骼）。新的外骨骼仍然柔軟時，它的硬質表皮裂開並且其身體膨脹。沙漠蝗蟲若蟲在成蟲前將需經5次換羽。不成熟和成熟的若蟲個體在群居階段會形成帶，以內聚單位的形式進食、曝曬和移動，而散居型的若蟲個體則不尋求群居。
在第五次蛻變後，該個體蝗蟲快要成蟲，但是尚未完全成蟲。起初是柔軟的，粉紅色，翅膀下垂，但是在幾天的發育中，表皮變硬，這時血淋巴灌入身體裡使蝗蟲翅膀變硬。當食物供應和氣候條件合適時，成蟲期可能會在兩至四個星期內完成，但如果環境條件不理想，則可能將會長達六個月成蟲。雄性首先開始成蟲，並散發出刺激雌性成蟲的氣味。沙漠蝗蟲成蟲後變黃，雌蟲的腹部開始隨著卵的發育而腫脹。

## 生態及群型

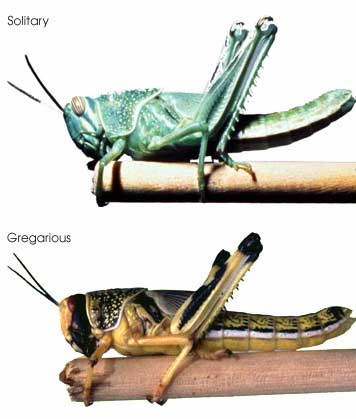
散居型（上圖）及聚集型（下圖）的沙漠蝗蟲若蟲

沙漠蝗蟲有散居型和聚集型兩種型態，為非遺傳多型性。研究顯示散居型的蝗蟲若蟲和成蟲在擁擠的環境中幾小時內就會表現出聚集型化的行為，而孤立地飼養聚集型蝗蟲（成蟲）則需要經過一個或多個世代才能變回散居型。這兩個型態在生物形態學和行為方面上存在著差異。在散居型態時，蝗蟲若蟲不會聚集成帶，而是獨立移動。在後來的齡期中它們的顏色會趨向於綠色或棕色，以與牧草的顏色匹配。成蟲在夜間飛行，並因此有著相應的體色以使其融入周圍環境，未成熟成蟲的體色為灰色或米色，完全成熟成蟲的體色為淡黃色。在聚集型態時，蝗蟲若蟲會聚集在一起，並且在接下來的齡期中，演變出以黃色為背景並帶有黑色標記的明顯體色。未成熟成蟲的體色為粉紅色，完全成熟成蟲的體色為鮮黃色，並且會在白天密集的成群飛翔。
從無害的散居型個蟲到饑食的聚集型個蟲的轉變通常是在旱期發生的，當降雨落在主要沙漠蝗蟲繁殖地點發生植被氾濫。蝗蟲數量爆增，加劇群體爭奪食物。隨著若蟲數量增加到變得更加擁擠，緊密的身體接觸會導致個蟲的後腿相互碰撞。這種刺激觸發了一系列代謝和行為上的變化，這些改變導致個蟲從散居型態轉變為聚集型態。當若蟲轉變為聚集型態時，它們的體色會從綠色轉變為黃色和黑色，成蟲會從棕色轉變為粉紅色（未成熟）或黃色（完全成熟）。它們的身體會變短，並散發出費洛蒙，使蝗蟲們相互吸引，從而增大了蝗蟲若蟲帶，並隨後形成了蝗蟲群。若蟲散發的費洛蒙與成蟲不同，當若蟲暴露於成蟲的費洛蒙後，會變得困惑和迷失方向，儘管視覺和触覺的刺激仍然存在，但它們顯然不再能夠相互“嗅到”。幾天後，蝗蟲若蟲帶解體，那些脫離捕食的蝗蟲若蟲會再次變回散居型。這影響有可能在將來有助於蝗蟲控制。
在稱為衰退的平靜期，沙漠蝗蟲被限制在從毛里塔尼亞延伸到北非的撒哈拉沙漠，橫跨阿拉伯半島的1600萬平方公里的地帶，然後進入西北印度。在生態和氣候條件最優情況下，成功的蟲群會連續發生幾代的大小蟲害，從而導致群聚入侵四面八方的國家造成經濟造成衰退損失，最北至西班牙和俄羅斯，最南至 尼日利亞和肯亞，最向東至印度和西南亞洲。在約3200萬平方公里（約佔地球陸地面積的20％）範圍內，多達60個國家可能受到影響。

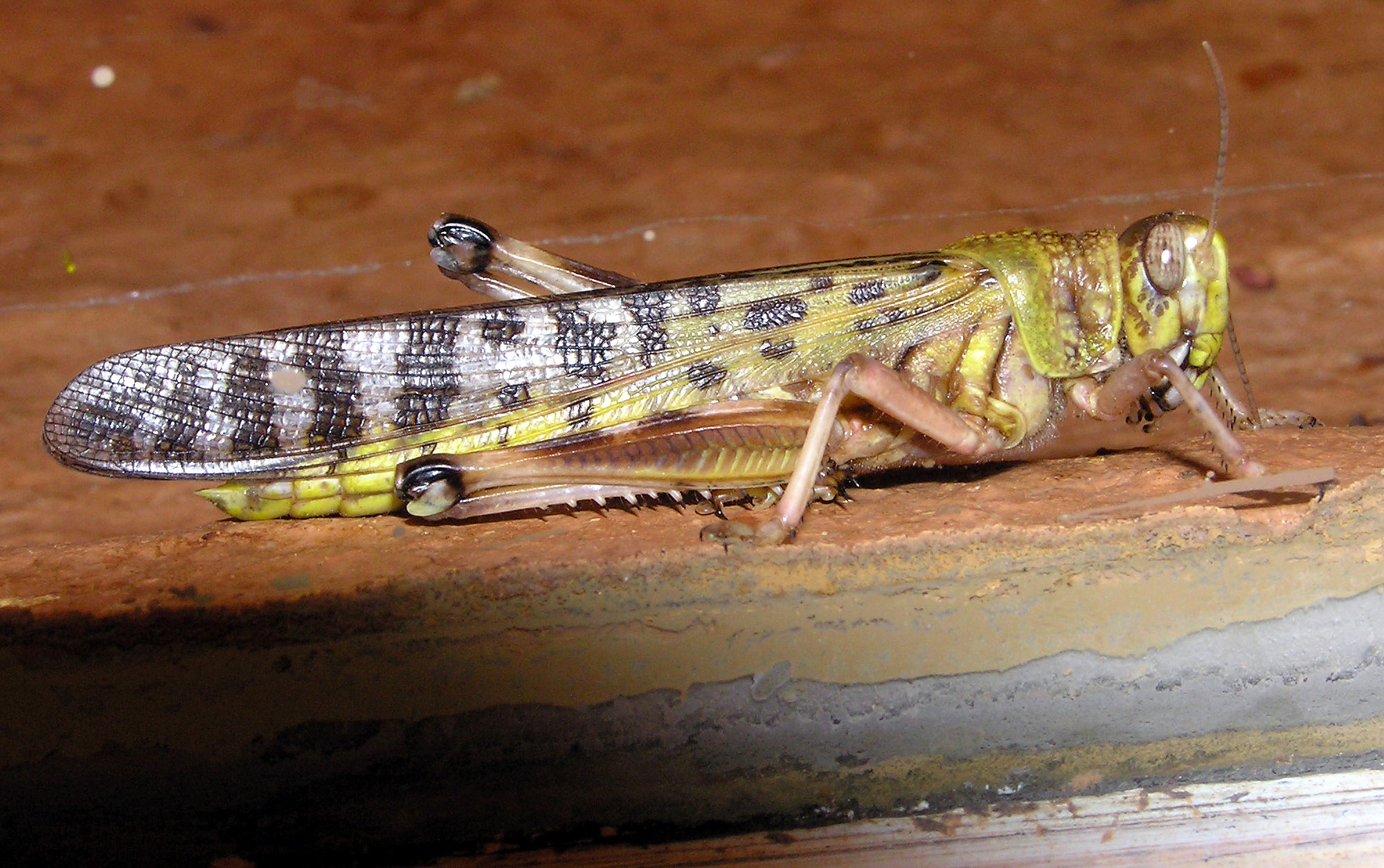
近看圖

蝗蟲群隨風飛翔，風速大致相同。它們一天可覆蓋天空飛越100到200公里，並且會飛到海拔2,000米左右，但在更高的高度會因太冷而撤退。因此，蝗蟲群無法越過阿特拉斯山脈、興都庫什山脈或喜馬拉雅山脈等高山山脈。它們不會冒險進入非洲的雨林，也不會進入中歐。然而，蝗蟲成蟲和成群的蟲群經常穿越非洲和阿拉伯半島之間的紅海，有報導指出在1987-89年蝗蟲群從非洲越過了大西洋到加勒比引起十天的蝗害。單一蟲群最多可以覆蓋1200平方公里，每平方公里可以大約40至8000萬蝗蟲（每群總計約50至1000億蝗蟲，約100,000至200,000噸，每隻蝗蟲的平均質量為2克 ）。蝗蟲可存活三個到六個月，而一代又一代的蝗蟲數量會增加十到十六倍。

## 農作物損失災情
據估計，沙漠蝗蟲每天在綠色植被中消耗相當於它們的體重（2 g（0.07 oz）)它們是草食性，以葉、樹枝、花、果實、種子、莖和樹皮為食。幾乎所有農作物和非農作物都被此蝗蟲饞食，包括花生、玉米、高粱、大麥、大米、牧草、甘蔗、棉、果樹、大棗、蕉、蔬菜和雜草。一平方公里的蝗蟲群，一天能吃掉大約35000人數量的食物。

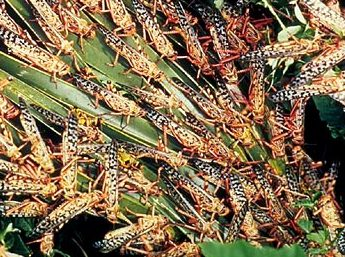
蝗蟲蠶食

聖經和古蘭經中皆提到蝗蟲造成的農作物損失的災情；這些昆蟲記錄為造成許多嚴重衣索比亞飢荒的原因其一。自20世紀以來重大沙漠蝗蟲蝗災在1926-1934年、1940-1948年、1949-1963年、1967-1969年、1987-1989年和2003-2005年。1915年3月至10月，蝗災肆虐巴勒斯坦，幾乎消滅了巴勒斯坦所有植被和可採收的農作物。2020年1月到2月发生在东非的蝗灾亦造成了重大的损失。沙漠蝗蟲蝗群造成的大量農作物損失加劇了糧食短缺問題，並威脅到糧食安全。

## 害蟲控制
預警和預防控制是非洲和亞洲受蝗蟲影響的國家所採取的旨在阻止蝗災進展和蔓延的戰略。在1920年代至1930年代，蝗蟲防治成為國際合作的主要領域。國際農業研究所製定了一些旨在交換有關沙漠蝗蟲數據的計劃，並且在1930年代舉行了國際會議：1931年的羅馬、1932年的巴黎、1934年的倫敦、1936年開羅及1938年布魯塞爾。殖民地帝國積極參與了控制蝗蟲的企劃，這些蟲害嚴重影響了中東和非洲部分地區。蘇聯還使用蝗蟲防治方法來擴大其在中東和中亞的影響力。
聯合國糧食及農業組織在意大利羅馬的沙漠蝗蟲信息服務（DLIS）每天監測天氣，生態條件和蝗蟲狀況。DLIS接收受影響國家的國家小組進行的調查和控制操作的結果，並將此信息與衛星數據（例如MODIS），降雨估計以及季節性溫度和降雨預測結合起來，以評估當前狀況及 提前六週預測繁殖和遷徙的時間、規模和地點。情況評估和預測可追溯到1970年代的每月蝗蟲公告中。此外，還向受災國家和國際社會發出警告和警報。1990年代以來的信息可在該FAO Locust Watch （页面存档备份，存于）網站上找到。糧農組織還向受災國家提供信息和培訓，並在出現重大疫情和災情時協調捐助機構的資金。
沙漠蝗蟲是難以控制的害蟲，而且蝗蟲所在的區域通常位於面積較大（16-30km²）且偏遠的地區，因此進一步加大了實施控制措施的難度。一些受影響國家的基礎設施不發達，蝗蟲監測和控制的資源有限，以及受影響國家內部和之間的政治動盪進一步降低了一個國家進行必要的監測和控制活動的能力。
目前，控制沙漠蝗蟲侵害的主要方法是通過車載和空中噴霧器以超低體積的施用量以較小的濃縮劑量施用殺蟲劑。殺蟲劑是由昆蟲直接或通過二次撿拾（即在植物上走過或吃掉植物上的殘留物）獲得的。蝗災國家的政府機構或東非沙漠蝗蟲防治組織（DLCO-EA）等專門組織負責控制。
沙漠蝗蟲有許多自然天敵，例如掠食性黃蜂和蒼蠅、寄生性黃蜂、掠食性甲蟲幼蟲、鳥類和爬蟲類。這些措施可能有效地控制了散居型的種群，但由於蝗蟲群和蝗蟲若蟲帶中的蝗蟲數量眾多，因此對聚集型沙漠蝗蟲的作用有限。
農民經常嘗試用機械手段殺死蝗蟲，例如挖溝和掩埋蝗蟲帶，但是是相當勞動密集型的工作，並且當大面積的蝗害散佈在廣闊的區域時很難進行。農民還試圖通過噪音，燃燒輪胎或其他方法來恐嚇蝗蟲遠離他們的田地。這傾向於將問題轉移到附近的農場，使而蝗蟲群很容易返回重新饞食曾被蟲群摧殘過的田地。

## 生物農藥法
生物殺蟲劑包括真菌、細菌、寧樹提取物和費洛蒙。許多生物農藥的功效與常規化學農藥相同，但有兩項明顯的區別。一般而言，生物農藥殺死昆蟲，植物病害或雜草所需的時間更長，通常為2至10天。
有兩種類型的生物農藥：生化農藥和微生物農藥。生化殺蟲劑類似於天然存在的化學藥品，並且是無毒的，例如用於定位伴侶的昆蟲信息素，而微生物殺蟲劑則來自細菌、真菌、藻類或自然發生或經基因改變的病毒。 致病性真菌通常通過黴菌病抑制害蟲：導致特定於昆蟲的疾病。
生物防治產品自九十年代末以來一直在開發；Green Muscle和NOVACRID成分裡的蝗綠殭菌是基於天然存在的昆蟲病原真菌（即感染昆蟲的真菌）。“綠僵菌”的物種遍布世界各地，感染了許多害蟲，但對人類，其他哺乳動物和鳥類的危害卻很小。其中蝗綠殭菌專挑蝗科的短角蝗蟲，因此被選為最有效消滅的真菌裡的產品成分。
該產品在澳大利亞以Green Guard的名稱出售，在非洲也曾以Green Muscle的形式出售。但由於Green Muscle似乎已從市場上消失了，因此針對非洲，中亞和中東開發了另一種產品NOVACRID。這些產品的使用方法跟化學殺蟲劑相同，但殺死蝗蟲速度並不快。在建議劑量下，真菌可能需要兩週時間才能殺死多達90％的蝗蟲。因此，建議主要用於與蝗蟲早期無翅階段的料斗一起使用。這些大多發現在沙漠中，遠離種植區，那裡的蝗蟲死亡率延遲不會造成破壞。該產品的優點是它僅影響蝗蟲和蝗蟲幼虫，因此比化學殺蟲劑安全得多。具體來說，它使蝗蟲及蚱蜢的天敵能夠持續其生態平衡的角色，包括鳥類、寄生性和掠食性黃蜂、寄生蠅和某些甲蟲。儘管自然天敵難以阻止蝗害，但它們可以限制蝗害爆發的頻率並有助於控制災情。生物殺蟲劑也更安全地用於環境敏感的地區，例如國家公園或河流和其他水流地帶附近。
“Green Muscle”是在LUBILOSA計劃下開發的，該計劃於1989年啟動，以響應人們對在1987-89瘟疫期間大量使用化學殺蟲劑控制蝗蟲和蝗蟲的環境關注。該項目側重於利用有益的致病性微生物作為蝗蟲和蝗蟲的生物防治劑。人們認為這些昆蟲活動性太強，繁殖速度太快，以致於無法通過經典的生物學控製手段加以控制。病原體的優點是可以在人工培養中大量生產病原體，並與普通的噴塗設備一起使用。傳統上認為病原性真菌需要潮濕的環境才能正常工作。但是，LUBILOSA程序發現了通過農藥噴灑裡的油中的真菌孢子來避免這種情況的方法。即使在沙漠限制條件下，Green Muscle也可用於殺死蝗蟲和其他蝗科害蟲，例如塞內加爾螞蚱 (Oedaleus senegalensis) 。在2005年和2006年的阿爾及利亞和毛里塔尼亞進行的試驗中，各種自然天敵（尤其是鳥類）足夠豐富，可以在大約一周內消滅經過被感染的蝗蟲帶，患病的料斗變得遲鈍且容易被捕食。

## 在文化中
由於該種蝗蟲的破壞性，令它們成為許多中東文化中飢荒的代表，這些描述亦出現在電影中，如神鬼傳奇（The Mummy）和聖經 （The Bible）。
這種蝗蟲是利未記11：22，猶太教可食教規中提到生物之一。

## 蝗蟲現象
沙漠蝗蟲的腸道裡會產生愈創木酚（Guaiacol），會將蝗蟲所饞食的植物裡的物質分解。過程由一種成團泛菌 （Pantoea agglomerans）進行。愈創木酚是其中造成蝗蟲成群的費洛蒙裡的化合物之一。

### 引用
1. ↑  Draper, J. . Journal of Animal Ecology. 1980, 49 (3): 959–974. JSTOR 4238. doi:10.2307/4238.
2. ↑  . www.fao.org.   [2020-02-16]. （原始内容存档于2021-12-13）.
3. ↑  DLCEO-EA. . dlco-ea.org.   [2020-02-16]. （原始内容存档于2020-02-16） （英国英语）.
4. 1 2 3 4 5  . Locust Handbook. Humanity Development Library.   [2015-04-11]. （原始内容存档于2015-04-15）.
5. 1 2  Simpson, S.J.; McCaffery, A.R.; Hagele, B.F. . Biological Reviews. 1999, 74 (4): 461–480. doi:10.1111/j.1469-185x.1999.tb00038.x.
6. 1 2  Showler, Allan T. . Radcliffe's IPM World Textbook. University of Minnesota. 2013-03-04  [2015-04-11]. （原始内容存档于2015-04-08）.
7. ↑  . Food and Agriculture Organization. 31 July 2006  [29 March 2013]. （原始内容存档于2019-11-05）.
8. ↑  .   [2019-11-05]. （原始内容存档于2019-10-28）.
9. ↑  Antonio Buj, « International Experimentations and Control of the Locust Plague – Africa in the First Half of the 20th Century », in Yvon Chatelin, Christophe Bonneuil (eds.), Les sciences hors d’Occident au XXe siècle, Vol. 3 : Nature et environnement, Paris, Orstom Editions, 1995, pp. 93-105.
10. ↑  .   [2019-11-05]. （原始内容存档于2019-11-05）.
11. ↑  Dillon, Rod J.; Vennard, Chris T.; Charnley, A. Keith. . Nature. 2000, 403 (6772): 851. PMID 10706273. doi:10.1038/35002669.

### 來源
- AFROL News, Stronger efforts to fight West Africa's locusts Oct. 1, 2004  （页面存档备份，存于）
- FAO Locust Watch (Desert Locust Information Service)  （页面存档备份，存于）
- Lindsey, R. 2002. Locust! （页面存档备份，存于）
- Lomer, C.J.; Bateman, R.P.; Johnson, D.L.; Langwald, J.; Thomas, M. . Annual Review of Entomology. 2001, 46: 667–702. PMID 11112183. doi:10.1146/annurev.ento.46.1.667.
- OECD, The Desert Locust Outbreak in West Africa - Sept. 23, 2004  （页面存档备份，存于）
- Programme on biological control of locusts and grasshoppers (LUBILOSA)
- Nature Magazine Article on combating desert locust through natural enemies  （页面存档备份，存于）
- Jahn, G. C. 1993. Supplementary environmental assessment of the Eritrean Locust Control Program. USAID, Washington DC.  （页面存档备份，存于）

## 深入閱讀
- Abdin, A. Stein & A. van Huis, 2001. Spatial distribution of the desert locust, Schistocerca gregaria, in the plains of the Red Sea coast of Sudan during the winter of 1999.
- Ceccato, P., K. Cressman, A. Giannini, S. Trzaska. 2007. The desert locust upsurge in West Africa (2003–2005): Information on the desert locust early warning system and the prospects for seasonal climate forecasting. Intl J Pest Management 53(1): 7-13.
- Cressman, K. 1996. Current methods of desert locust forecasting at FAO. Bulletin OEPP/EPPO Bulletin 26: 577-585.
- Cressman, K. 2008. The use of new technologies in Desert Locust early warning. Outlooks on Pest Management (April, 2008): 55-59.
- Guershon, M. & A. Ayali, 2012. Innate phase behavior in the desert locust, Schistocerca gregaria. Insect Science. http://onlinelibrary.wiley.com/doi/10.1111/j.1744-7917.2012.01518.x/full （页面存档备份，存于）
- Symmons, P. & A. van Huis, 1997. Desert Locust Control campaign studies: operations guidebook. Wageningen University. 167 pp. & CD-Rom, 19 floppy disks.
- Van Huis, A. 1994. Desert locust control with existing techniques: an evaluation of strategies. Proceedings of the Seminar held in Wageningen, the Netherlands, 6–11 December 1993. 132 pp. ISBN 90-6754-364-0.
- Van Huis, A. 1995. Desert locust plagues. Endeavour, 19(3): 118-124.
- Van Huis, A. 1997. Can we prevent desert locust plagues? In: New strategies in locust control (Eds.: S. Krall, R. Preveling and D.B. Diallo), pp. 453–459. Birkhäuser Verlag, Basel. 522 pp.
- Van Huis, A.; Cressman, K.; Magor, J. . Entomologia Experimentalis et Applicata. 2007, 122 (3): 191–214  [2019-11-05]. doi:10.1111/j.1570-7458.2006.00517.x. （原始内容存档于2019-11-05）.
- Werf, W. van der, G. Woldewahid, T. Abate, M. Butrous, O. Abdalla, A.M. Khidir, B. Mustafa, I. Magzoub, O.
- Vallebona C, Genesio L, Crisci A, Pasqui M, Di Vecchia A, Maracchi G (2008). Large-scale climatic patterns forcing desert locust upsurges in West Africa. CLIMATE RESEARCH (2008) 37:35-41. ISSN 1616-1572. http://www.int-res.com/abstracts/cr/v37/n1/p35-41/ （页面存档备份，存于）